# روزانا مک‌کوی
روزانا مک‌کوی (انگلیسی: Roseanna McCoy) یک فیلم به کارگردانی اروینگ ریس است که در سال ۱۹۴۹ منتشر شد. از بازیگران آن می‌توان به فارلی گرنجر، جون اونس، چارلز بیکفورد، لستر دُر و ریموند مسی اشاره کرد.